# Шуті

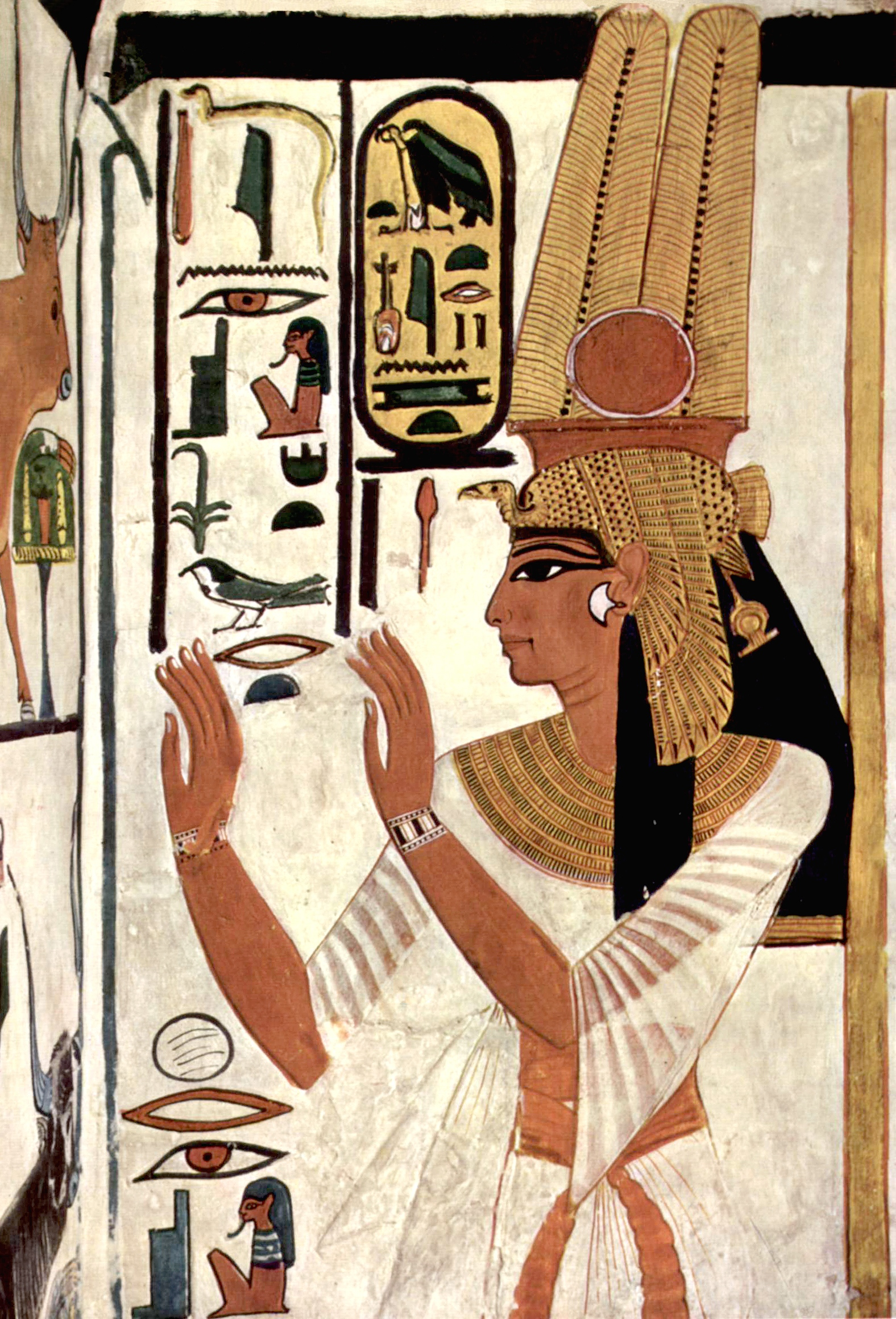
Нефертарі в короні шуті. Зображення з гробниці QV66

Шуті (також відома як «корона Амона») — давньоєгипетська корона. Складається з двох високих страусових пір'їн, біля основи яких знаходиться сонячний диск. Пір'я закріплене на червоній платформі «модіусі».
У зображеннях бога Амона від корони шуті відходить довга товста мотузка (трос), що спускається до підлоги.
В епоху Нового царства, корона шуті стала головним убором цариць. У цьому випадку, під короною розташовувався «золотий стерв'ятник», зроблений з карбованого золота, який асоціювався з богинею Нехбет і Мут.
Корону шуті носили такі боги, як бог сонця Амон, бог родючості Мін і бог війни Монту.
До наших часів не дійшло жодного збереженого примірника корони шуті.

## Галерея

Амон
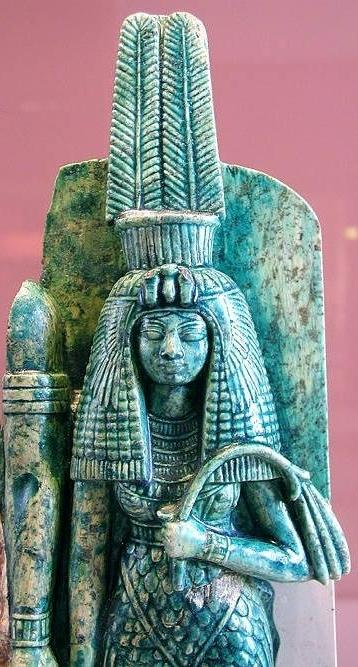
Ку чоловіка Аменхотепа III в короні шуті
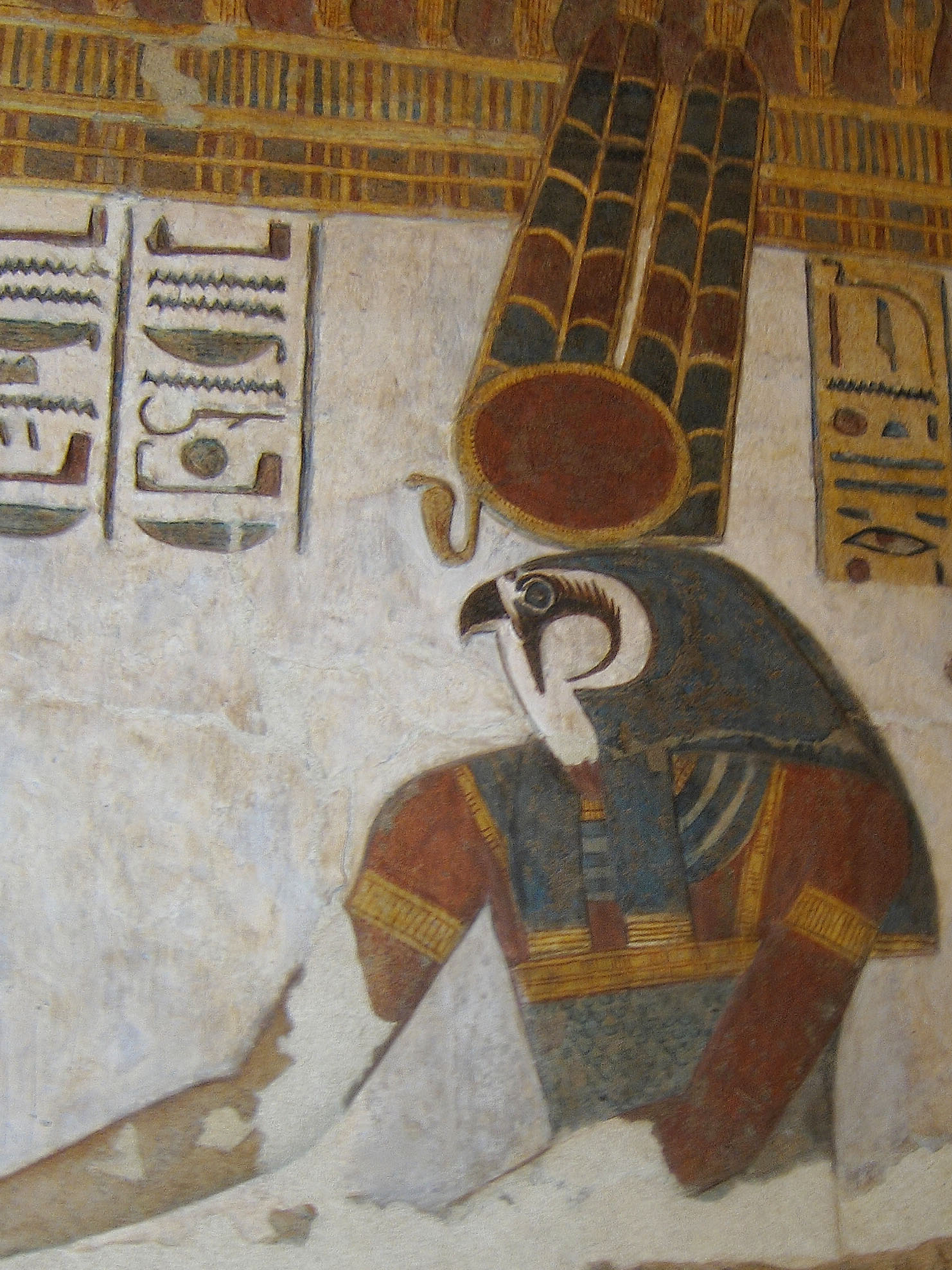
Монту в короні шуті
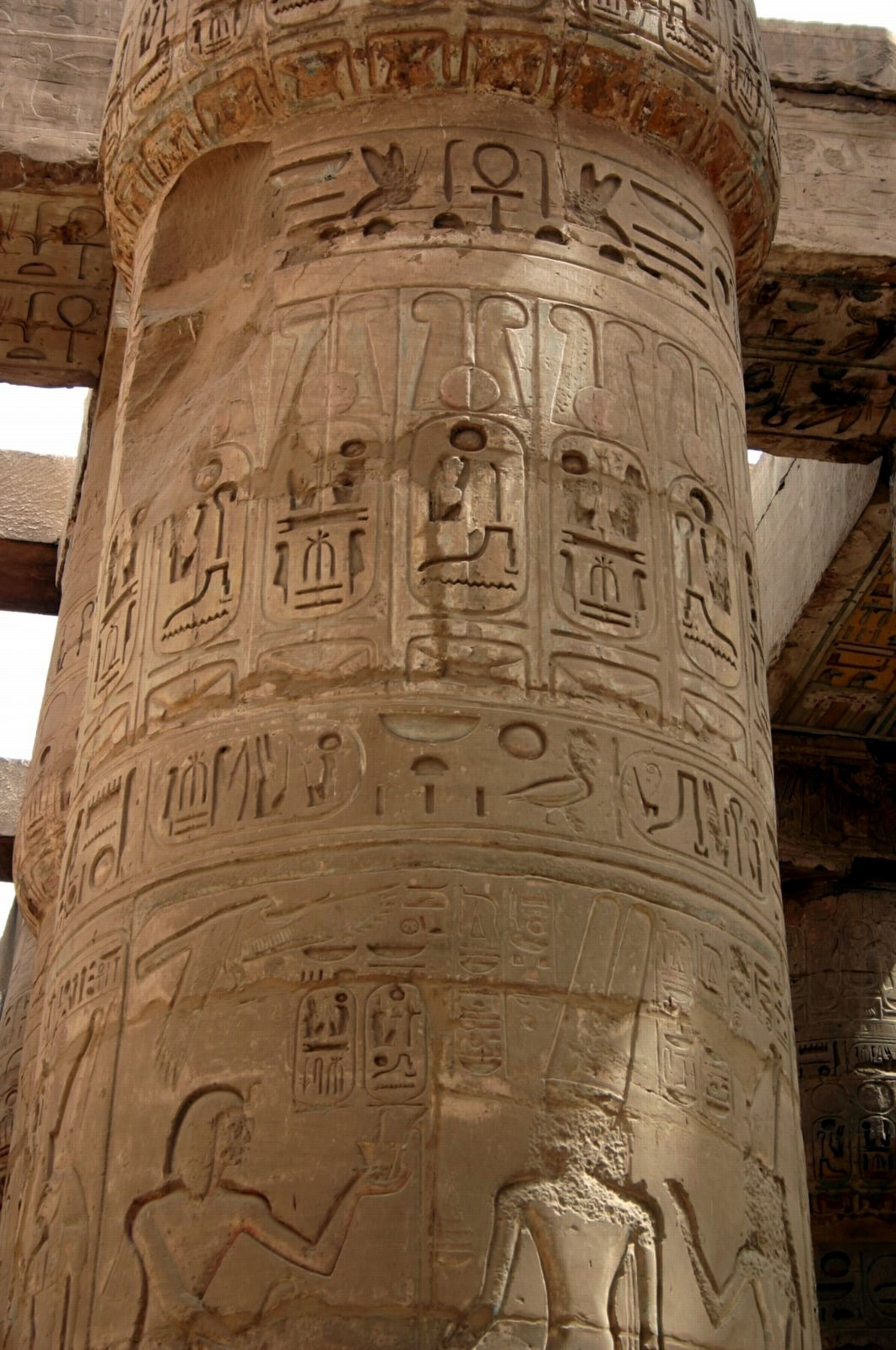
Карнак
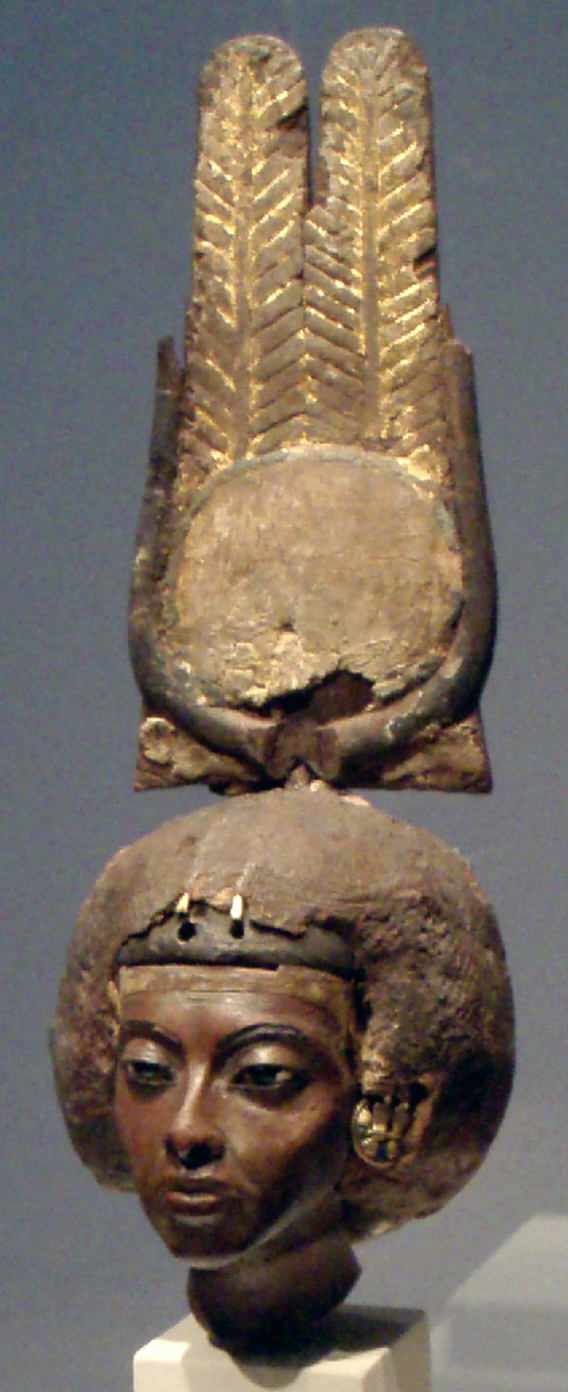
Цариця Тія, Нове Царство, бл. 1355 до н. е.
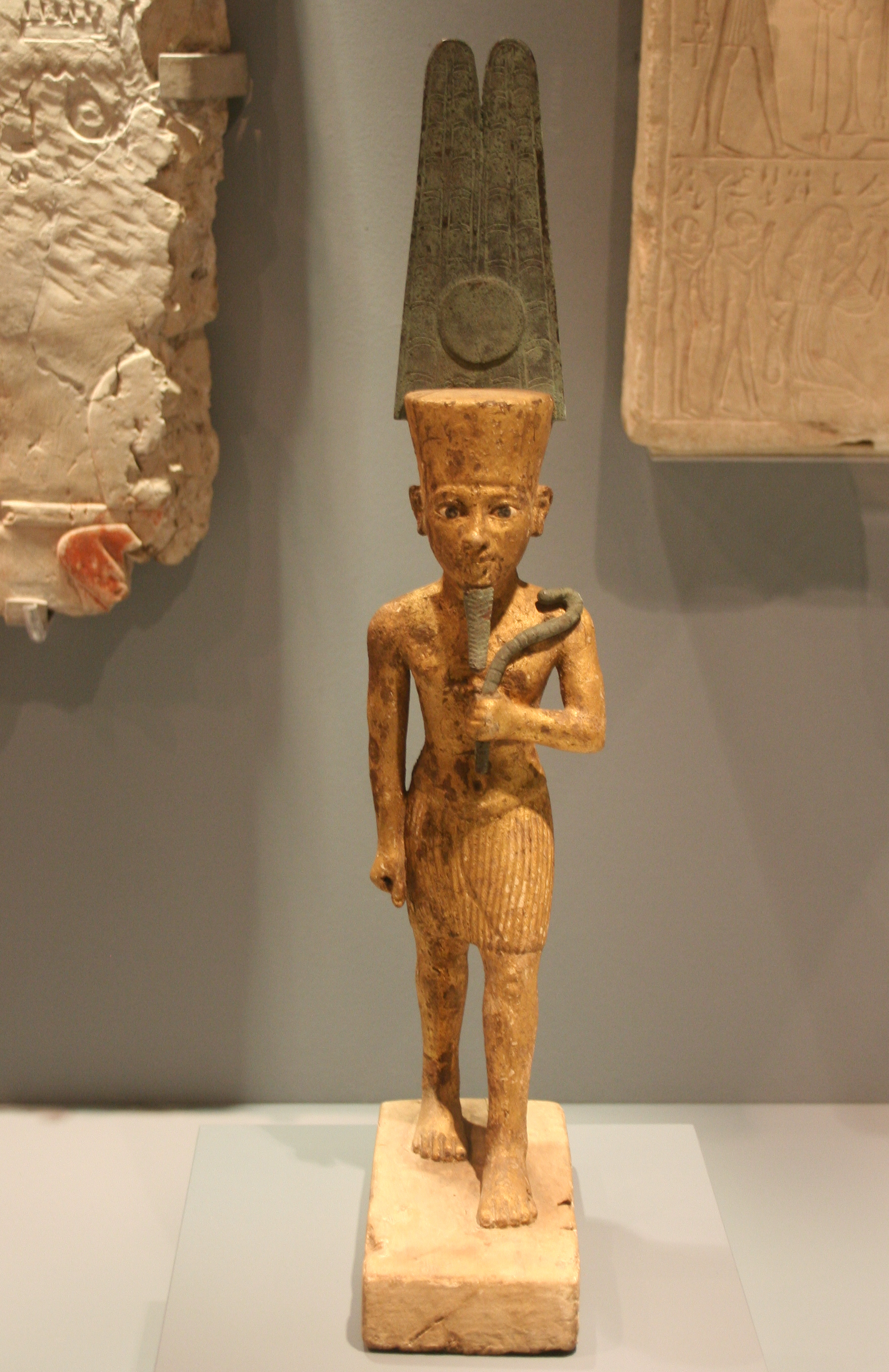
Статуетка Амона